# Ariihei Lehartel
Ariihei Lehartel es un deportista francopolinesio que compite en taekwondo. Ganó una medalla de plata en el Campeonato de Oceanía de Taekwondo de 2022, en la categoría de +80 kg.

## Palmarés internacional
| Campeonato de Oceanía | Campeonato de Oceanía | Campeonato de Oceanía | Campeonato de Oceanía |
| Año                   | Lugar                 | Medalla               | Categoría             |
| --------------------- | --------------------- | --------------------- | --------------------- |
| 2022                  | Papeete (Francia)     | Medalla de plata      | +80 kg                |